# Liolaemus alticolor
Liolaemus alticolor — вид ігуаноподібних ящірок родини Liolaemidae. Ендемік Аргентини.

## Поширення і екологія
Liolaemus alticolor мешкають в Андах на території Болівії, Чилі і Аргентини, в регіоні Альтіплано. Вони живуть на високогірних луках, порослих кострицею. Зустрічаються на висоті від 3600 до 4800 м над рівнем моря. Є живородними.